# Opisthoncus grassator
Opisthoncus grassator là một loài nhện trong họ Salticidae.
Loài này thuộc chi Opisthoncus. Opisthoncus grassator được Eugen von Keyserling miêu tả năm 1883.